# Panicum mitopus
Panicum mitopus är en gräsart som beskrevs av Karl Moritz Schumann. Panicum mitopus ingår i släktet vipphirser, och familjen gräs. Inga underarter finns listade i Catalogue of Life.